# Hydriomena irrorata
Hydriomena irrorata är en fjärilsart som beskrevs av Adolph Speyer 1843. Hydriomena irrorata ingår i släktet Hydriomena och familjen mätare. Inga underarter finns listade i Catalogue of Life.